# Ismail Badjie
Ismail Badjie (* 17. Oktober 2005 in Jambajeli) ist ein deutsch-gambischer Fußballspieler.

## Werdegang
Der Linksaußen wurde im westafrikanischen Gambia geboren und kam als Kind nach Deutschland. Er begann seine Karriere beim Amateurverein Osnabrücker SC und wechselte später in die Jugendabteilung des VfL Osnabrück. Im Sommer 2024 rückte er in den Kader der Profimannschaft auf, die gerade in die 3. Liga abgestiegen war. Sein Profidebüt gab er am 10. August 2024 bei der 0:2-Niederlage der Osnabrücker gegen den FC Erzgebirge Aue, als er in der 83. Minute für Jannes Wulff eingewechselt wurde. Anfang September 2024 wurde Badjie für den Rest der Saison an den SC Wiedenbrück aus der viertklassigen Regionalliga West verliehen. Im Januar 2025 wurde die Leihe vorzeitig beendet.